# Bicibus

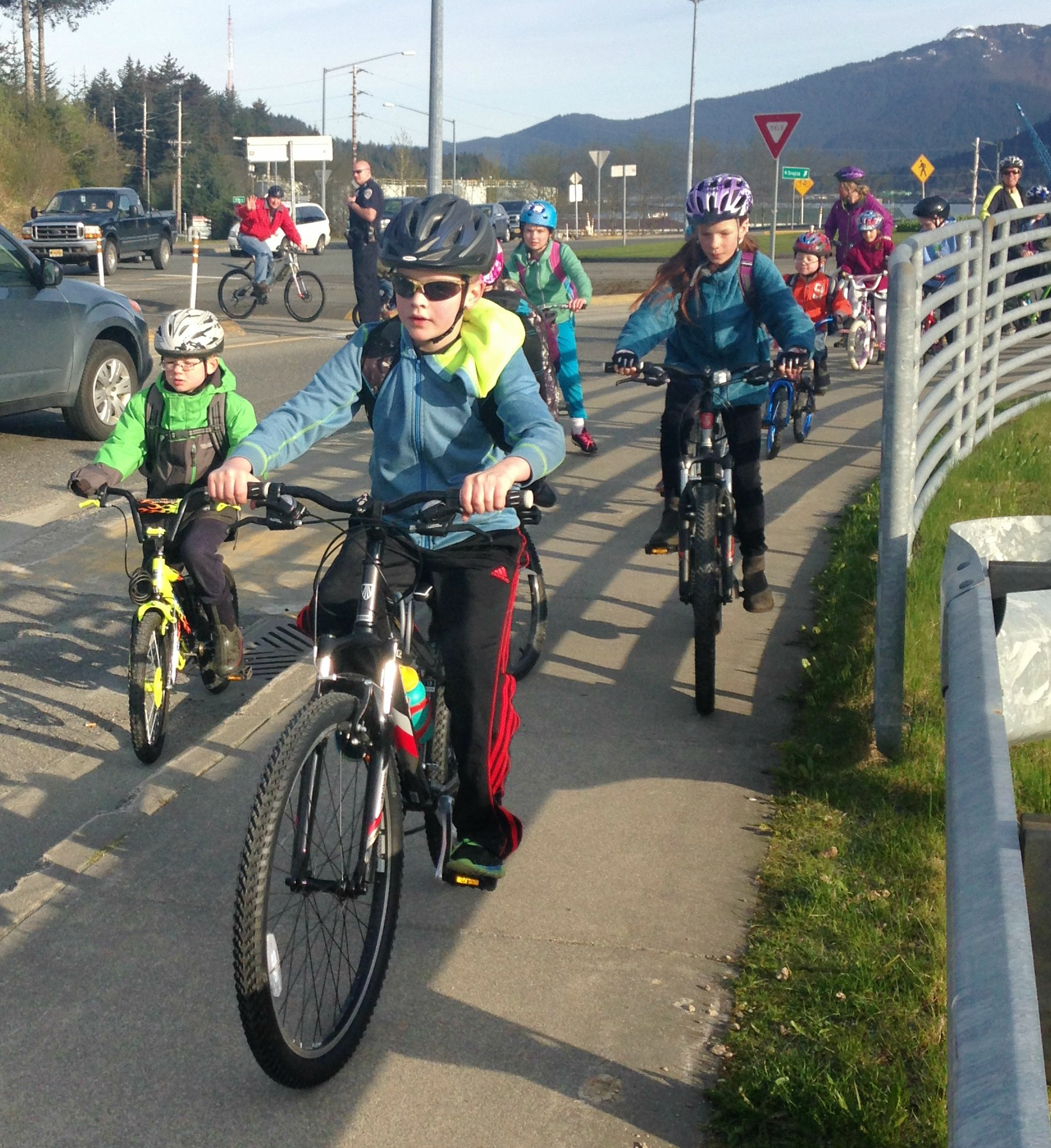
Bicibus escolar em Alaska.

Um bicibus ou bicomboio é um grupo de pessoas que percorrem juntas uma rota em bicicleta seguindo um horário estabelecido como forma de deslocação até seus locais de destino. Os ciclistas podem unir-se ou deixar o bicibús em diferentes pontos ao longo da rota.
Os bicibus podem ter fins sociais ou meio ambientais, tratando de animar a mais pessoas a utilizar a bicicleta como meio de transporte, fazendo a experiência mais interessante, sociável e segura.
Com frequência organizam-se bicibus escolares nos que um ou vários adultos supervisionam uma rota na que se vão recolhendo aos meninos em diferentes pontos até que chegam ao centro educativo.
Os bicibuses têm numerosas vantagens como melhora da saúde, redução da contaminação, maior socialização e participação comunitária, redução de tráfico e ruído ou melhora da segurança viária.